# Miguel Ángel Bazze
Miguel Ángel Bazze (General Roca, provincia de Río Negro, 30 de abril de 1955) es un político argentino diputado nacional por la provincia de Buenos Aires.

## Biografía
A los 17 años se trasladó a la ciudad de La Plata para estudiar ingeniería y comenzó su militancia universitaria en Franja Morada – agrupación universitaria de la Unión Cívica Radical (UCR) – de la que llegó a ser secretario general.[cita requerida]
A los 29 años fue elegido concejal de la ciudad de La Plata, presidiendo la Comisión de Planeamiento y Ordenamiento Territorial. 
Fue presidente del Comité de La Plata, de la Convención provincial y del Comité provincia de Buenos Aires de la Unión Cívica Radical de 2010-2012.
2010-2012
- Presidente: Miguel Bazze
- Vicepresidente: Patricia Guato
- Secretario General: Carlos Pérez Grecia
- Tesorero: Victor Bambill